# Radio Italia
Radio Italia est une station de radio nationale italienne, détentrice du label discographique Solomusicaitaliana, qui s'occupe de l'organisation d'événements et de concerts liés à la musique italienne et dispose d'un site web officiel. Elle est la troisième radio nationale la plus écoutée.

## Histoire
Radio Italia est fondée le 26 février 1982 à l'initiative de Mario Volanti, musicien, compositeur, DJ et toujours directeur de la station, qui inaugure la première radio dont la programmation était principalement composée de musique italienne (même si d'autres radios, comme Radio Supermilano, ne diffusaient déjà que de la musique italienne avant elle).
Selon les données d'audience annuelles de 2019, Radio Italia est la quatrième radio la plus écoutée en Italie, derrière RTL 102.5, RDS et Radio Deejay.

## Polémique
Début juin 2024, le rappeur Ghali annonce avoir été retiré de la programmation de Radio Italia Live à Naples pour avoir demandé une minute de silence pour la Palestine lors de son concert à Milan. Radio Italia répond avoir initialement invité Ghali pour la date de Naples, mais qu'à la demande de l'artiste et de son management, il avait été transféré dans la distribution du concert de Milan, ce qui avait automatiquement annulé l'invitation pour Naples. Il n'y a donc pas d'annulation, puisque le nom de Ghali n'avait jamais figuré dans la liste officielle de la distribution publiée fin mai 2024, mais qu'il s'agissait d'un malentendu.

## Compilations notables
- 2007 : Buon Compleanno Radio Italia EMI - 25 anni di grande musica italiana sempre al tuo fianco
- 2007 : Buon Compleanno Radio Italia
- 2008 : Radio Italia Insieme - ai più grandi duetti di sempre
- 2009 : Radio Italia Live Vol.1
- 2009 : Radio Italia Gold
- 2010 : Ti Amo - le nostre canzoni d'amore
- 2012 : Radio Italia. 30 anni di singoli al primo posto
- 2016 : Love 2016
- 2016 : Radio Italia Awards
- 2016 : Radio Italia Hits and Christmas
- 2017 : Radio Italia Love 2017
- 2017 : Buon Compleanno Radio Italia - 35 anni di grandi successi
- 2018 : Radio Italia Love 2018
- 2018 : Radio Italia Spring 2018
- 2018 : Radio Italia Winter Hits 2018
- 2019 : Radio Italia Love 2019
- 2020 : Radio Italia Love 2020
- 2020 : Hit...Italia
- 2021 : Radio Italia Summer Hits 2021
- 2022 : Love 2022
- 2022 : Radio Italia Summer Hits 2022
- 2023 : Radio Italia Summer Hits 2023
- 2023 : Radio Italia Winter Hits 2023
- 2024 : Radio Italia Summer hits 2024
- 2024 : Il meglio di Radio Italia live - Il concerto